# István pécsi püspök
István (11–12. század) magyar katolikus főpap.

## Élete
1070 körültől 1100-ig látta el a pécsi megyés püspöki tisztet. 1093-tól Dezső kalocsai érsekkel pereskedett a szerémségi Kőárok határáért.
Utóda 1101-től Simon.

## Megjegyzés
Más források szerint 1070-től 1106-ig.